# معضد قابل للنفخ
المعاضد القابلة للنفخ عادة ما تسمى معاضد أو أجنحة المياه، هي نوع من الوسائل المصممة لمساعدة التعويم على الماء وتعلم السباحة.
المعاضد القابلة للنفخ لها شكل أسطواني عادة، وهي شريط بلاستيكي قابل للنفخ يلبس أعلى الذراعين. عندما يكون مرتديها في الماء الهواء داخل المعضد يوفر الطفو، مما يساعد على التعويم. مع أنها تستخدم كثيرا كمساعدة لتعليم السباحة للأطفال، توجد معاضد قابلة للنفخ بأحجام كبيرة موجهة للبالغين.

## مزايا
الشارة المنفوخة غير مكلفة، ومتوفرة. بها يمكن مساعدة الطفل على بناء الثقة وتعلم السباحة. يمكنها تخفيض مبلغ التأطير خلال دروس السباحة.

## تاريخيا
في عام 1907، أصبحت السباحة جزءا من المناهج الدراسية وسبب هذا قلق للأولياء عن سلامة أطفالهم في الماء. وردا على مخاوف الوالدين، قدمت شركة في لندن، شارات قابلة للنفخ مع تصميم مثل جناحي فراشة ملون . أصبح المنتج أكثر شعبية حتى اندلاع الحرب العالمية الثانية.
في أكتوبر 1931، تصميم لأجنحة ظهرت في مجلة MECHANIX الحديثة. كانت مصنوعة من المطاط، و تتألف من قطعتان يتم تركيبها حول الذراعين، وتنفخ من خلال صمام. ظهرت لأول مرة في على شواطئ لوس أنجلوس، كاليفورنيا، الولايات المتحدة الأمريكية.